# Franziska Matile-Dörig
Franziska Matile-Dörig  (* 26. März 1992) ist eine Schweizer Paracyclerin.

## Sportlicher Werdegang
Franziska Matile-Dörig war Leistungssportlerin im Orientierungslauf aktiv. Nach einer längeren Verletzungspause trat sie als Kaderathletin zurück, betrieb aber weiterhin Laufsport, Bergsport, Skitouren und Traillauf. Sie arbeitete als Physiotherapeutin und absolvierte eine Ausbildung zum Outdoor-Guide. Bei einem Verkehrsunfall im April 2021 erlitt sie Knochenbrüche an beiden Füssen. Der linke Fuss war anschliessend steif und deformiert. Im Rahmen ihrer Rehabilitation wurde ihr vorgeschlagen, Radsport zu betreiben.
2022 nahm Matile-Dörig in Brugg an ihrem ersten Paracycling-Rennen teil und kam in Kontakt mit Nationalcoach Dany Hirs, der sie seitdem trainiert. Den ersten Podestplatz im Paracycling-Weltcup erreichte sie im italienischen Maniago und belegte im Einzelzeitfahren Rang drei. 2023 errang sie vier Medaillen: Bei den  Strasseneuropameisterschaften wurde sie zweifache Europameisterin in Zeitfahren und Strassenrennen. Bei den Bahnweltmeisterschaften errang sie Silber im Scratch sowie Bronze im Omnium.
2024 gewann sie im Einzelzeitfahren Bronze bei den Paralympics in Paris und Gold bei den Weltmeisterschaften in Zürich.
Seit 2012 wohnt sie in Winterthur.

## Ehrungen
2023 wurde Franziska Matile-Dörig bei der Swiss Paralympic Night mit dem Newcomer Award geehrt.

## Erfolge

### Bahn
2023
- Weltmeisterschaft – Scratch
- Weltmeisterschaft – Omnium

### Strasse
2023
- Europameisterin – Zeitfahren, Strassenrennen

2024
- Sommer-Paralympics – Einzelzeitfahren
- Weltmeisterschaft – Einzelzeitfahren